# Alois Welz
Alois Welz (20. března 1821 Dobrá Voda – 2. června 1895 Královské Vinohrady) byl rakouský a český velkostatkář, podnikatel ve sklářském průmyslu a politik, v 2. polovině 19. století poslanec Říšské rady.

## Biografie
Byl majitelem sklárny, statkářem a majitelem domu. Jeho otcem byl Tomáš Welz. Alois později od svého otce odkoupil sklárnu v Dobré Vodě. Původní sortiment rozšířil o broušené lustry. Roku 1859 koupil panství Podhořany u Ronova od hraběte Županského. Během obchodní cesty do Antonínova se potkal se svou budoucí manželkou Emilií Riedlovou. Měli sedm dětí. Poté, co Emilie zemřela, se podruhé oženil s Johanou Weberovou. Toto manželství bylo bezdětné. Po Aloisově smrti roku 1895 zdědila podhořanské panství dcera Klára Riedlová, rozená Welzová.
V zemských volbách v lednu 1867 byl zvolen na Český zemský sněm za kurii velkostatkářskou, nesvěřenecké velkostatky. Do sněmu se vrátil v zemských volbách roku 1870. Naposledy se pak zemským poslancem stal ve volbách roku 1883. Rezignoval roku 1884. Patřil do frakce Strany konzervativního velkostatku, která podporovala český státoprávní program. On sám přitom byl jazykově Němcem. Když ovšem v 60. letech dorazil do Podhořan císař František Josef, přivítal ho Welz v češtině.
Zemský sněm ho roku 1871 delegoval i do Říšské rady (celostátní parlament, volený nepřímo zemskými sněmy). Složil slib 7. května 1872. Nedostavil se ale do sněmovny, proto byl jeho mandát 23. února 1872 prohlášen za zaniklý.
Zemřel v červnu 1895. Pohřben byl 4. června 1895 na Olšanských hřbitovech.